# Archúa
Archúa  (en euskera y oficialmente Artxua) es una localidad del concejo de Luna, que está situado en el municipio de Cuartango, en la provincia de Álava, España.

## Historia
Hacia mediados del siglo XIX, el lugar, ya por entonces perteneciente a Cuartango, tenía contabilizada una población de 45 habitantes. Aparece descrito en el segundo volumen del Diccionario geográfico-estadístico-histórico de España y sus posesiones de Ultramar de Pascual Madoz con las siguientes palabras:

ARCHUA: l. en la prov. de Alava (7 leg. á Vitoria), dióc. de Calahorra (23), part. jud. de Salinas de Añana (2), vicaria, herm. y ayunt. de Cuartango (2): en la ladera de un monte, bastante ventilado y sano: forman esta pobl. 7 casas de mediana construccion; y hay una escuela dotada con 14 fan. de trigo, á la cual concurren niños y niñas: la igl. parr. (San Sebastian) es servida por 1 cura beneficiado: el térm. confina por N. con Luna, por E. con Arian, ambos á 1/4 leg. por S. con una peña muy elevada, 1/2, y por O. con Santa Eulalia á 1/4: tiene fuentes de buena y abundante agua: el terreno montuoso y de mediana calidad; tiene monte poblado y una sierra muy estensa con pastos: el camino que dirige á Orduña se halla en mediano estado; y el correo se recibe de ésta c. por balijero los mártes, juéves y sábados, y sale en los mismos dias: prod.: trigo, cebada, centeno, maiz, varias legumbres y poca fruta; cria ganado yeguar, vacuno, lanar, cabrio y de cerda; y abunda de toda clase de caza: pobl.: 9 vec.: 45 alm.: contr. (V. Alava intendencia).
(Madoz, 1845, p. 495)

En 2022, tenía empadronados siete habitantes.

## Demografía
| Gráfica de evolución demográfica de Archúa entre 2000 y 2017 |
|                                                              |
| Población de derecho según los censos de población del INE.  |

## Patrimonio

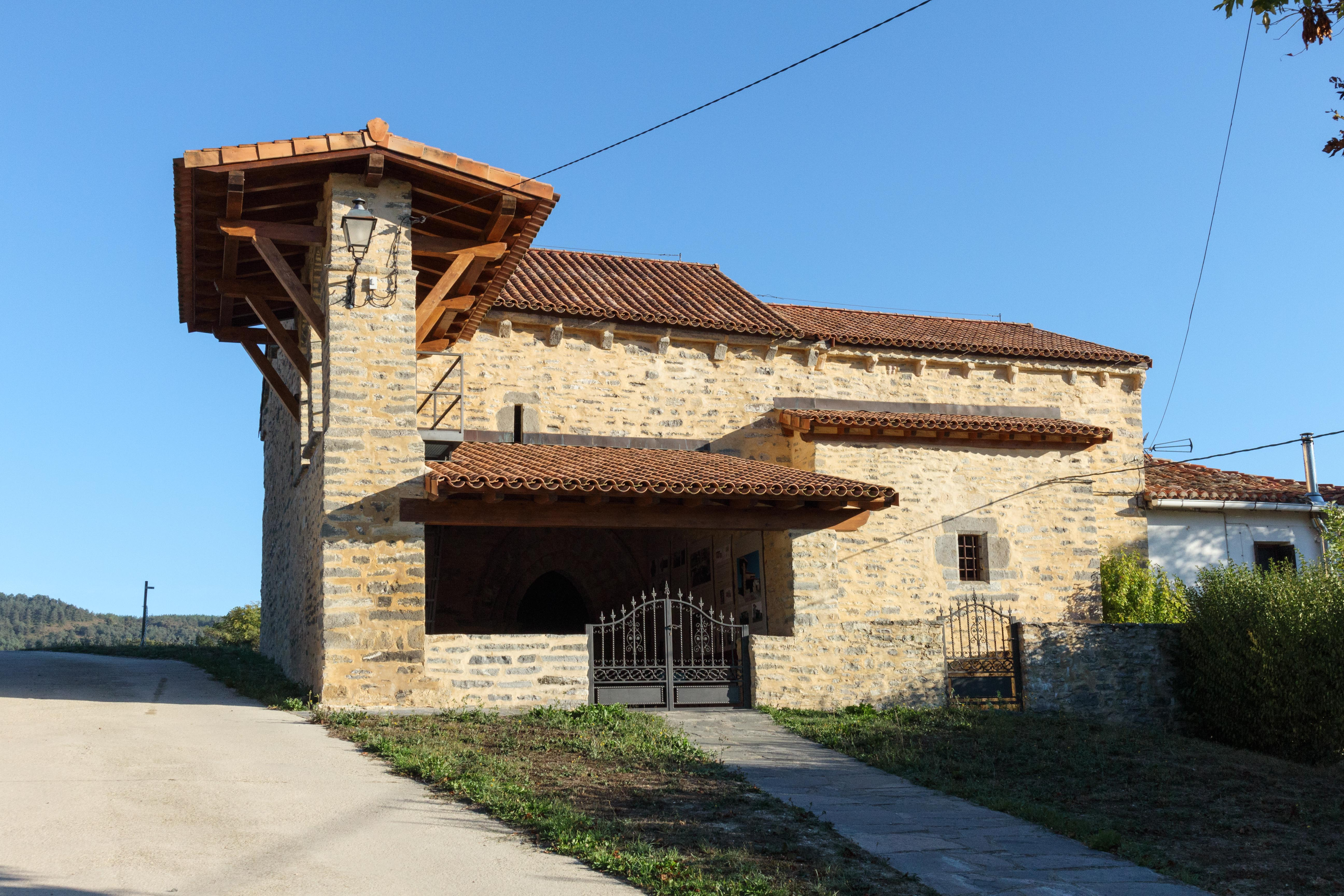
Vista de la iglesia de San Sebastián

Hay en el lugar una iglesia de San Sebastián.